# Dan Barker
Dan Barker (Santa Mónica, Califórnia, 25 de junho de 1949) é um proeminente ativista ateu estadunidense que foi pastor, compositor e músico protestante durante 19 anos, até deixar o cristianismo, em 1984.
Formou-se em Teologia pela Azusa Pacific University e foi ordenado ao ministério pela Standard Community Church, na Califórnia, em 1975. Foi pastor associado à Religious Society of Friends (onde os membros são conhecidos como Quakers), uma Assembleia de Deus e uma Igreja Independente Carismática. Recebe até os dias de hoje royalties de seus populares musicais infantis, "Mary Had a Little Lamb" (1977), e "His Fleece Was White as Snow" (1978), ambos publicados pela Manna Music, que foram apresentados em muitos países. Em 1984 ele informou aos seus amigos e fiéis que havia se tornado ateu.
Músico de sucesso no meio evangélico dos Estados Unidos, Barker já compôs mais de duzentas canções. Ele é o atual co-presidente, juntamente com sua esposa Annie Laurie Gaylor, da Freedom From Religion Foundation, uma organização americana de livre-pensadores que promove a separação entre Igreja e Estado. A organização foi fundada com o objetivo de impedir o financiamento da fé por parte do governo estadunidense em iniciativas baseadas na decisão do Supremo Tribunal. Barker é co-proprietário da Freethought Radio, rádio para ateus, agnósticos e livres-pensadores que incluiu entrevistas com Richard Dawkins, Sam Harris, Steven Pinker, Julia Sweeney, e Newdow Michael. Sua fundação publicou seu livro Perdendo a Fé na Fé: De Pastor a Ateu, e ele tem escrito inúmeros artigos para Freethought Today, um jornal norte-americano sobre livre pensamento. 
Ele é membro da Lenape Lenni (Delaware) tribo de nativos americanos, e em 1991, publicou e editou "Paradise Remembered" , uma coleção de histórias de seu avô quando era menino em território indiano. Pai de Dan, Norman Barker, foi também um músico que tocava trombone. Ele realizou um dueto musical com Judy Garland no filme de 1948 "Easter Parade". 
Barker pertence à The Prometheus Society, uma sociedade que exige um dos mais elevados QI do mundo para ingresso na mesma. Para entrar é necessário fazer parte do percentil de 0.003 da população  (isto significa que 99,997% das pessoas têm um QI inferior aos membros que compõem essa sociedade).
Barker apareceu no programas de Phil Donahue, Oprah Winfrey, Hannity & Colmes, Povich Maury, Good Morning America, Sally Jessy Raphael e Tom Leykis. Apareceu em dezenas de programas de rádio nacionais e fóruns para discutir e debater temas relacionados ao ateísmo e à separação entre Igreja e Estado. Ele foi destaque em um artigo do The New York Times sobre os ateus, e deu endereços em questões religiosas em vários eventos nos Estados Unidos, incluindo um na Universidade de Harvard. 
Em 6 de outubro de 2007, a Freethought Radio, foi apoiada nacionalmente pela Air America. Esta é a primeira rádio atéia estadunidense. A apresentação de uma hora semanal é co-organizada com a sua mulher Annie Laurie Gaylor.

## Musicais
- Mary had a Little Lamb (Manna Music 1977)
- His Fleece was White as Snow (Manna Music 1978)

## Livros
- Losing Faith in Faith: From Preacher to Atheist, (Madison: Freedom From Religion Foundation, 1992) ISBN 1-877733-07-5.
- Godless: How an Evangelical Preacher Became One of America's Leading Atheists (Ulysses Press, September 2008) ISBN 1569756775.

## Álbuns Musicais
- Friendly Neighborhood Atheist (Madison: Freedom From Religion Foundation, 2002)
- Beware of Dogma